# Pedra Preta
Pedra Preta est une municipalité brésilienne située dans l'État du Mato Grosso.